# Либер (рэпер)
Либер (пол. Liber, настоящее имя — Марцин Пиотровский, пол. Marcin Piotrowski; род. 10 июля 1981 года, Оборники, Польша) — польский рэпер и автор текстов. Бывший участник хип-хоп группы «Ascetoholix», членами которой также являются двоюродный брат Либера Крис и рэпер Дониу. Ещё Либер работал с такими людьми, как: Агнешка Влодарчик, Гося Анджеевич, Мезо и прочими.

## Биография и карьера
Либер начал карьеру с основания группы «Ascetoholix» в 1999 году. Сначала он выступал на местных концертах в Оборниках. Группа выступила на фестивале в городе Жарув, где получила 2-е место. Затем «Ascetoholix» начала сотрудничество со звукозаписывающей компанией «Camey Studio».
В октябре 2001 года группа выпустила свой первый официальный альбом. Рэперы сочинили саундтрек к документальному фильму «Blokersi» режиссёра Сильвестра Латковсого. В марте 2003 года группа выпустила второй альбом. 1 марта 2004 года Марчин выпустил свой первый альбом «Bógmacher», где присутствует его первый видеоклип «Skarby». 1 марта 2006 вышел третий альбом группы. В том же году Либер вместе с Кубой Маньковским и Сильвией Гжещак основали проект «Rio Boss».
21 ноября 2008 года вместе с Сильвией Гжещак Марчин выпустил альбом «Ona i On», где есть несколько видеоклипов.
6 марта 2009 года выходит альбом Марчина «Wczoraj i dziś».
В 2011 году Либер ушёл из группы «Ascetoholix». 22 мая 2012 года выходит мини-альбом Марчина «Magia futbolu».
21 мая 2013 года вышел альбом Либера «Duety». Также с Либером поддерживает сотрудничество с юной певицей Натальей Шрёдер. Рэпер Либер имеет несколько номинаций и наград за исполнение песен.
28 июля 2014 года Либер женился на своей давней коллеге Сильвии Гжещак. 5 декабря 2015 года у супругов родилась дочь Богна.
В начале 2016 года вышел фильм «7 rzeczy, których nie wiecie o facetach», где Марчину досталась одна из второстепенных ролей. Также к этому фильму Марчином был написан саундтрек и исполнен им же.
С того же 2016 года Марчин Пиотровский по неким причинам перестал исполнять рэп, однако пишет тексты к песням. Так он является автором текстов к композициям в альбомах Сильвии Гжещак: «Sen o przyszłości» (2011), «Komponując siebie» (2013), «Tamta dziewczyna» (2016); Натальи Шрёдер: «Natinterpretacje» (2016).
В 2018 году Либер вернулся к рэпу, совместно с Сильвией Гжещак исполнил песню Dobre Myśli, премьера которой состоялась 10 мая. К песне также был выпущен видеоклип, участие в котором принял польский актёр Кшиштоф Ковалевский.

## Дискография
| Год  | Название альбома                   |
| ---- | ---------------------------------- |
| 2004 | Bógmacher                          |
| 2007 | Moderato (feat. Doniu)             |
| 2008 | Ona i On (feat. Sylwia Grzeszczak) |
| 2009 | Wczoraj i dziś                     |
| 2012 | Magia futbolu                      |
| 2013 | Duety                              |

## Видеоклипы

### В группеAscetoholix
- 2000: «Umiejętności»
- 2001: «Grunt/Maraton»
- 2001: «Już dawno»
- 2002: Owal — «Jestem tu» feat. Ascetoholix
- 2003: «Na spidzie» feat. DJ Story
- 2003: «Plany» feat. DJ Story
- 2003: «Suczki» feat. Szad
- 2003: DJ Decks — «Dario» feat. Ascetoholix
- 2005: Greenjolly, Pięć Dwa Dębiec, Ascetoholix i inni — «Jest nas wielu»
- 2005: «To tylko my»
- 2006: «Tak wyszło» feat. Sylwia Grzeszczak
- 2006: «Chcemy wojny»
- 2006: «Afrodyzjak» feat. Sylwia Grzeszczak

### Вне группы
- 2003: Mezo — «Żeby nie było» feat. Liber
- 2003: Mezo — «Aniele» feat. Liber
- 2004: «Pomnik»
- 2004: «Jedna z dróg» feat. Marian
- 2004: «Skarby» feat. Doniu
- 2004: «Gdzie indziej» feat. Kinga Konieczna, Paulina Leśna
- 2004: Doniu — «Nasze rendes-vous» feat. Liber, Kombii
- 2005: Pneuma — «Towar» feat. Liber
- 2007: Doniu — «Dzień dobry Polsko» feat. Liber
- 2007: Doniu — «Najszybszy w mieście» feat. Liber, Dima
- 2007: «Czysta gra»
- 2008: Doniu — «All Inc.» feat. Liber
- 2008: «Juesej» feat. Sylwia Grzeszczak
- 2008: «Nowe szanse» feat. Sylwia Grzeszczak
- 2008: «Co z nami będzie» feat. Sylwia Grzeszczak
- 2009: «Mijamy się» feat. Sylwia Grzeszczak
- 2010: Alan Basski — «Tak miało być» feat. Liber
- 2012: «Czyste szaleństwo» feat. InoRos
- 2012: «Pola karnego lis» feat. Tomasz Zimoch
- 2012: Rafał Brzozowski — «Katrina» feat. Liber
- 2012: «Winny» feat. Mateusz Mijal
- 2012: «Ludzki gest»
- 2013: «Wszystkiego na raz» feat. Natalia Szroeder
- 2013: «Nie patrzę w dół» feat. Natalia Szroeder
- 2014: «Czarne chmury» feat. Mateusz Gredziński
- 2014: «Teraz ty» feat. Natalia Szroeder
- 2014: «Dzień dobry, kocham cię» feat. Barbara Kurdej-Szatan
- 2015: «Porównania» feat. Natalia Szroeder
- 2016: «7 rzeczy» feat. Mateusz Ziółko
- 2018: Sylwia Grzeszczak — «Dobre myśli» feat. Liber

## Награды
- 2007: «VIVA Comet Awards» — артист года
- 2009: «Eska Music Awards» — артист года, альбом года и хит года[9]
- 2010: «VIVA Comet Awards» — Charts Award, артист года[10]
- 2013: «Eska Music Awards» — наилучший артист[11]